# بلاگردان (فیلم ۱۹۳۰)
بلاگردان (انگلیسی: The Fall Guy) فیلمی در ژانر جنایی به کارگردانی لسلی پیرس است که در سال ۱۹۳۰ منتشر شد. از بازیگران آن می‌توان به جک مولهال اشاره کرد.